# Interros
Interros Holding Company est une entreprise russe créée en 1990, codirigée par deux milliardaires russes Vladimir Potanine et Mikhaïl Prokhorov. La holding Interros est une des plus importantes sociétés russes d’investissement. La capitalisation globale de ses avoirs a été estimée à 30 milliards de dollars en janvier 2007. La holding Interros représenterait à elle seule 1,4 % du PIB de la Russie.

## Histoire de création
À l’époque de la perestroïka Vladimir Potanine saisit l’opportunité pour quitter l’appareil d’État de commerce extérieur et se lancer, parmi les tout premiers, dans le secteur naissant privé. En 1990, grâce aux relations de son père, il réussit à créer une association privée de commerce extérieur Interros. Cette date figure comme date de création de la holding Interros. Cependant les informations habituellement connues sur les sociétés occidentales ne sont pas toutes accessibles concernant Interros et d'autres entreprises russes selon www.forbes.com, car Boris Eltsine a avantagé certains chefs d'entreprises dans le chaos politique de 1991.
La Société générale a contribué à la consolidation de l'entreprise en 2006 et en décembre 2008 (10 % de Rosbank).

## Interros holding company
Interros est un vaste conglomérat industriel bâti autour de Rosbank et du géant des métaux Norilsk Nickel, qui s'est diversifié dans l'agroalimentaire, les médias, les turbines ou l'extraction aurifère.
Interros est un grand groupe industriel russe, qui établit ses comptes en IFRS [NDLR : normes comptables internationales] et dont la valeur dépasse les 20 milliards de dollars. Ses activités minières, dans le nickel notamment, le mettent en compétition avec des opérateurs canadiens ou australiens.

### % de part dans ses sociétés
- Norilsk Nickel (Норильский никель) (60 %)
- Rosbank (Росбанк) (37 %)
- RUSZIA Petroleum (25,82%) de Kovykta[5]
- Polyus Gold (Полюс Золото) (60 %) mine d'or
- Agros Group (100 %)
- Rambler TV

### Restructuration de Interros en 2007-2008
Après une brève arrestation très médiatisée de Mikhaïl Prokhorov à Courchevel en janvier 2007 dans le cadre d’une enquête sur un réseau présumé de prostitution, les relations entre les deux partenaires se sont envenimées. Même si cette enquête judiciaire n’a jamais abouti à quoi que ce soit, elle a servi à Vladimir Potanine de prétexte officiel pour engager une procédure de « divorce » économique d’avec Mikhaïl Prokhorov. 
Officiellement, l’intention des copropriétaires de la holding Interros Vladimir Potanine et Mikhaïl Prokhorov de « restructurer les actifs du groupe » a été expliquée comme due à « leurs visions différentes de sa stratégie de développement ».
Dans le cadre de cette restructuration, Mikhaïl Prokhorov, codirigeant du géant minier russe Norilsk Nickel, devait revendre ses parts à son partenaire Vladimir Potanine (chacun des deux entrepreneurs détenait 27,39 % des titres de Norilsk Nickel) pour se lancer dans les énergies alternatives et créer sa propre compagnie pour gérer ses actifs. Mikhaïl Prokhorov a quitté ses fonctions de directeur général de Norilsk Nickel. Vladimir Potanine est resté propriétaire d’Interros, holding qui contrôle la compagnie. 
Les deux oligarques devaient demeurer malgré tout copropriétaires des autres activités d’Interros, à savoir le producteur d’or Polyus Gold, la Rosbank, le fabricant de turbines Silovye Machiny et le groupe médias Prof-Média.
Cette procédure est très complexe et donne depuis 2007 lieu à plusieurs litiges entre les deux milliardaires.

## Luttes d’influences après la restructuration en 2007-2008
Le groupe russe Rusal et la holding Interros, principaux actionnaires du groupe minier Norilsk Nickel, ont indiqué 25 novembre 2008 être venus à bout du conflit qui paralysait l'entreprise depuis plusieurs mois.
Les deux groupes, détenus respectivement par les hommes d'affaires Oleg Deripaska et Vladimir Potanine, « ont conclu un accord de coopération au sujet de Norilsk Nickel, afin de rétablir la valeur de l'entreprise et de contribuer à sa croissance dynamique », indiquent-ils dans un communiqué.
Rusal détient 25 % plus deux actions de Norilsk Nickel, acquises au début de l'année auprès du milliardaire Mikhaïl Prokhorov à la suite du scandale à Courchevel en janvier 2007. La part de Vladimir Potanine dans Norilsk Nickel est estimée à environ 30 %.
La lutte d'influence entre MM. Potanine et Deripaska durait depuis des mois, qu'il s'agisse de la gouvernance et de la direction du groupe, de sa stratégie, ou du montant exact de leurs parts respectives dans le groupe.

## Acquisition de Rosbank
Le 11 avril 2022, la Société générale annonce qu'elle cède sa filiale Rosbank à Interros, en plein conflit ukrainien. Cette transaction coûte 3,1 milliard d'euros à la Société générale. Pourtant les résultats positifs de l'exploitation de Rosbank représentaient environ 2% du bénéfice d'exploitation du groupe français, mais l'opinion publique occidentale ne comprenait pas qu'une banque française puisse opérer une filiale en Russie alors que les pluies de sanctions tombaient sur la Russie.

## Interros - membre du Pacte mondial des Nations unies en Russie

Drapeau de l'ONU

La holding Interros fait partie des membres du Pacte mondial de l’ONU en Russie. À ce jour, il existe 24 membres du Pacte en Russie, dont d’autres grandes entreprises comme la Société russe unie d'aluminium, les chemins de fer russes, Renova, Sistema et l'Union des industriels et entrepreneurs russes.
Le Pacte mondial pour la Russie a été lancé par le Secrétaire général de l'ONU, Ban Ki-moon, le  10 avril 2008 lors d'une réunion comptant plus de 30 des plus importants hommes d'affaires dans le pays, dont le président de Interros Vladimir Potanine. 
Le Pacte mondial est un cadre établi par les Nations unies avec les entreprises, par lequel elles acceptent d'aligner leurs stratégies et leur fonctionnement sur dix principes de base dans les domaines des droits de l'homme, du travail, de l'environnement et de la lutte contre la corruption. Ban Ki-moon a estimé que le lancement du Pacte en Russie montrait que « les entreprises russes, qui représentent une des plus importantes économies dans le pays, étaient prêtes à promouvoir les valeurs universelles des Nations unies ».